# Valentin Gnahoua
Valentin Gnahoua (Le Mans, 29 settembre 1994) è un giocatore di football americano francese che gioca come defensive end per i Paris Musketeers.
Ha iniziato a giocare nel 2011 per i Caïmans72 du Mans, squadra in cui ha militato anche in prima squadra fino al 2017 (ad eccezione della stagione 2016, in cui ha giocato per un asquadra universitaria canadese). Tra il 2017 e il 2018 ha poi giocato per i Berlin Rebels, intervallando le due stagioni con un campionato giocato per i Blue Stars de Marseille. Nel 2019 è selezionato al Draft europeo della CFL con la prima scelta assoluta dagli Hamilton Tiger-Cats e in quella squadra giocherà fino al 2023 (con un passaggio al roster di offseason dei Saskatchewan Roughriders e una stagione in ELF ai Paris Musketeers). Dal 2024 è tornato in forza ai Musketeers.

## Palmarès
- 1 World Games (2017)